# Bühlau (Dresden)
Bühlau ist ein Stadtteil von Dresden. Es liegt im Osten der sächsischen Landeshauptstadt und gehört zum statistischen Stadtteil Bühlau/Weißer Hirsch. Bühlau befindet sich außerhalb des Elbtals zwischen Dresdner Heide und Schönfelder Hochland. Erstmals erwähnt 1349, bildete es seit 1839 eine Landgemeinde mit Quohren und wurde 1921 nach Dresden eingemeindet. Heute liegt in Bühlau eines der Dresdner Villenviertel.

## Geografie

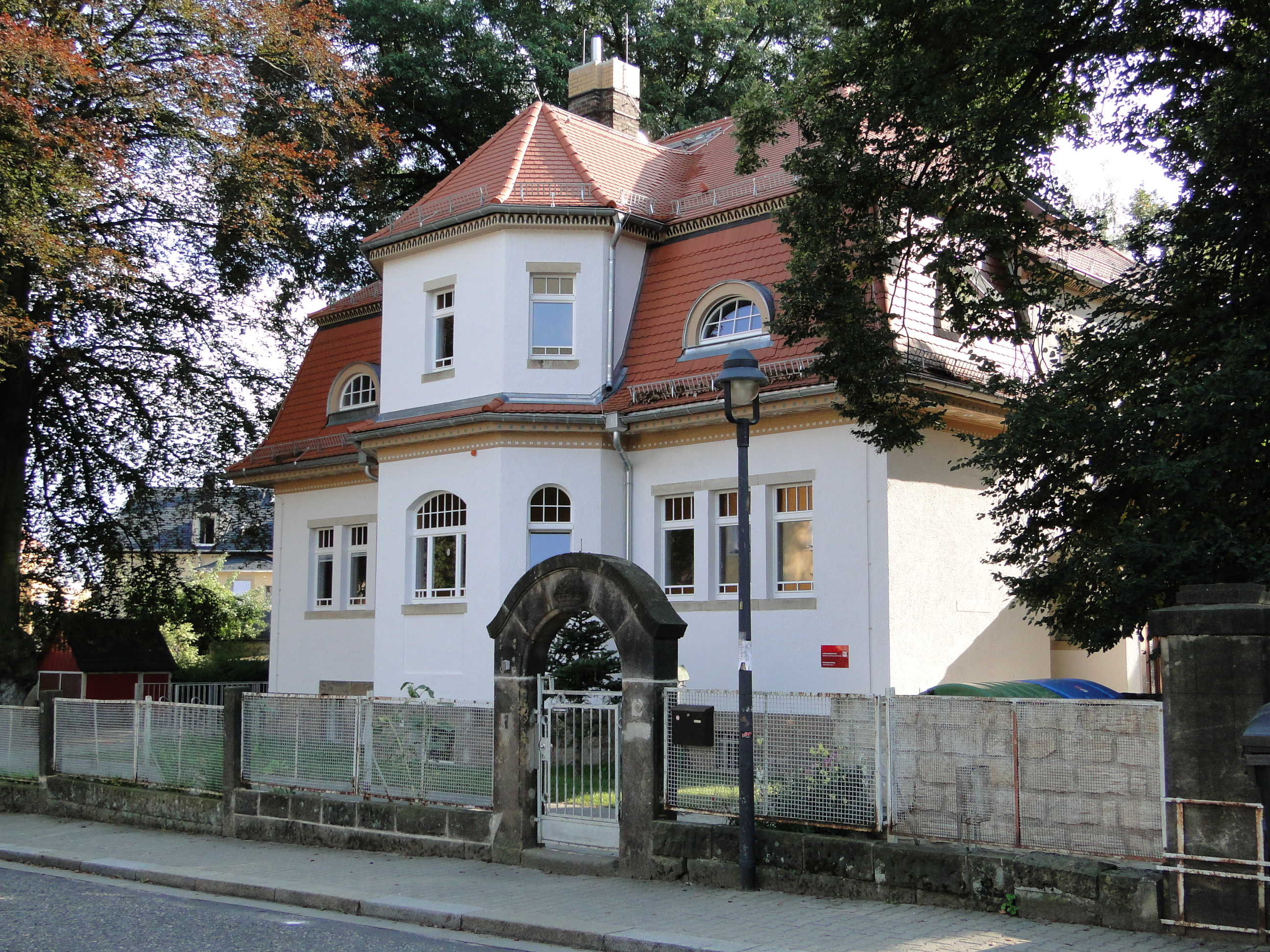
Villen prägen das Bild des Stadtteils

Bühlau befindet sich sieben Kilometer östlich des Dresdner Stadtzentrums, der Inneren Altstadt. Es liegt in einer durchschnittlichen Höhe von etwa 240 m ü. NN, wobei das Gelände sehr uneben ist. Der tiefste Punkt Bühlaus befindet sich im Loschwitzgrund mit reichlich 200 m ü. NN, im Südosten der Gemarkung steigt das Gelände zum Schönfelder Hochland hin auf mehr als 300 m ü. NN an. Im Norden reicht Bühlau an den Rand der Dresdner Heide heran, in der sich die Bühlauer Waldgärten befinden. Im Westen grenzt es entlang des Nachtflügelweges an den Weißen Hirsch und in Höhe Neugersdorfer Straße an Oberloschwitz. Südwestlich benachbart ist Rochwitz. Südlich der Gemarkung Bühlau liegt Gönnsdorf, das bereits zur Ortschaft Schönfeld-Weißig zählt; östlich benachbart ist Weißig. Gemeinsam mit dem Weißen Hirsch, Rochwitz und Teilen von Loschwitz bildet Bühlau den statistischen Stadtteil Bühlau/Weißer Hirsch, der zum Stadtbezirk Loschwitz gehört. 

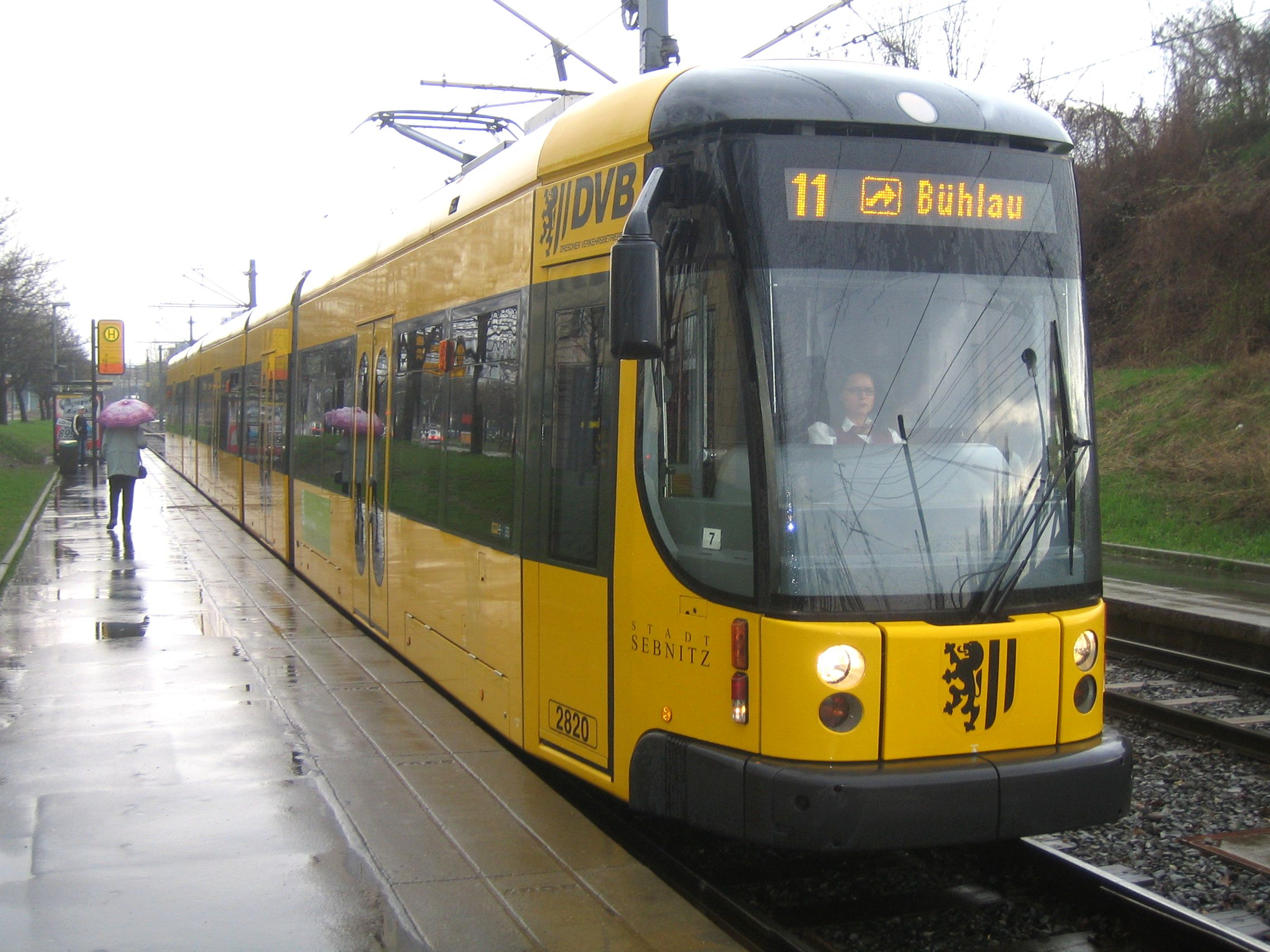
Straßenbahn der Linie 11 nach Bühlau

Die Gemarkung Bühlau gliedert sich in mehrere Teile. Im Südosten liegt der Stadtteil Quohren. Im Zentrum, im Bereich Ullersdorfer Platz/Quohrener Straße, befindet sich in einer flachen Mulde der Dorfkern, das alte Oberdorf. Mit dem benachbarten Dorfkern Quohrens genießt er wegen der noch vorhandenen alten dörflichen Bebauung in der „Erhaltungssatzung für historische Dorfkerne im Stadtgebiet von Dresden“ einen gemeinsamen Schutzstatus. Im Norden und Westen liegt das Villenviertel Neubühlau.
Wichtigste Straße des Stadtteils ist die Bautzner Landstraße, die als Bundesstraße 6 in Ost-West-Richtung durch Bühlau verläuft und ab der Mordgrundbrücke in Stadtrichtung Bautzner Straße heißt. Sie wird von der Straßenbahnlinie 11 befahren. Am Ullersdorfer Platz zweigt die Ullersdorfer Landstraße (Staatsstraße 181) in Richtung Radeberg ab. Eine weitere wichtige Straßenverbindung ist die Grundstraße, die als Staatsstraße 167 talwärts durch den Loschwitzgrund nach Loschwitz zum Blauen Wunder führt. Mehrere Buslinien, darunter die 61 und 84 der DVB sowie mehrere Linien von Müller Bus und der RVSOE, steuern Bühlau an.

## Kulturdenkmale und weitere Gebäude

### St.-Michaelskirche und Friedhof

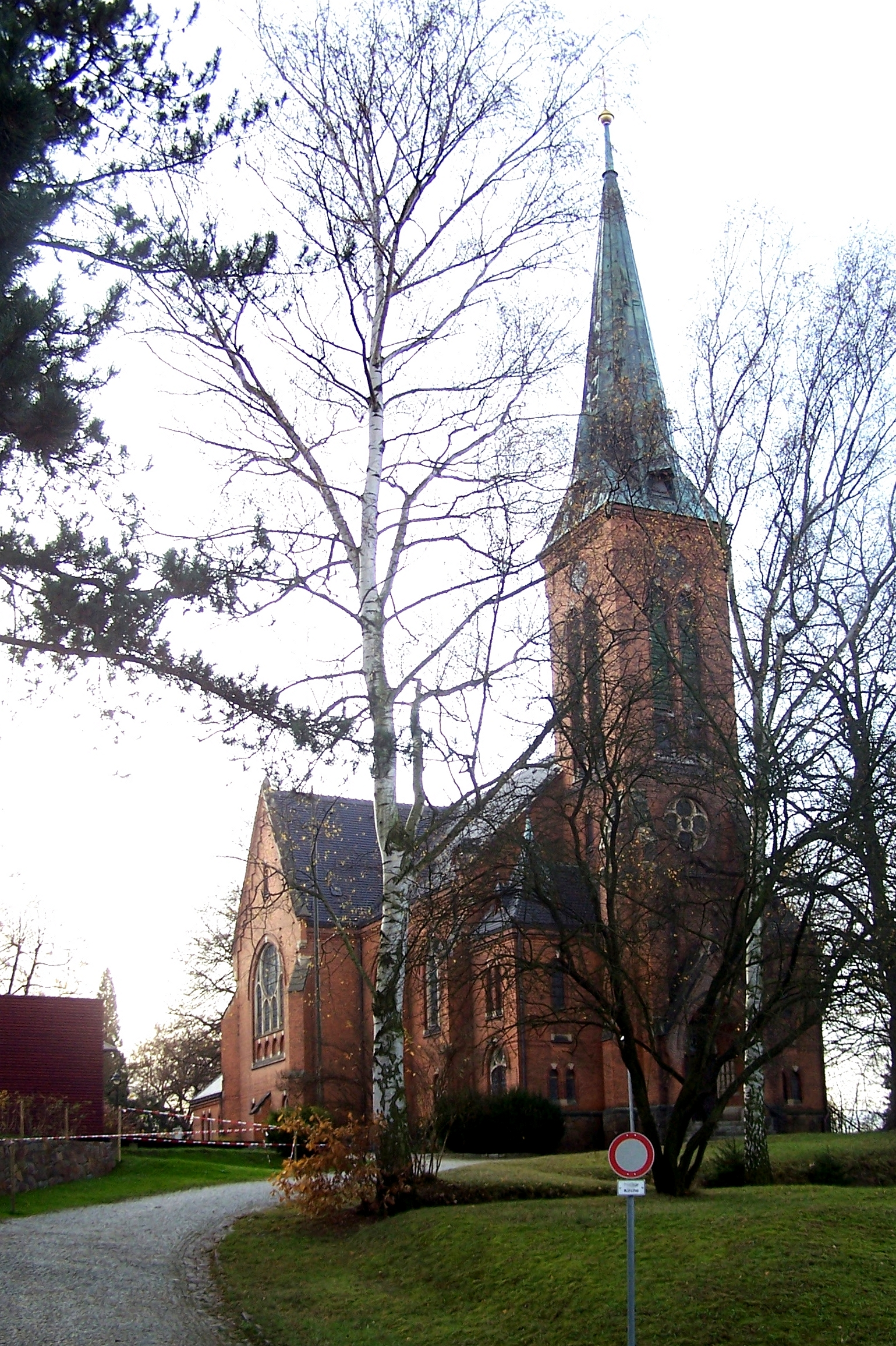
St.-Michaelskirche

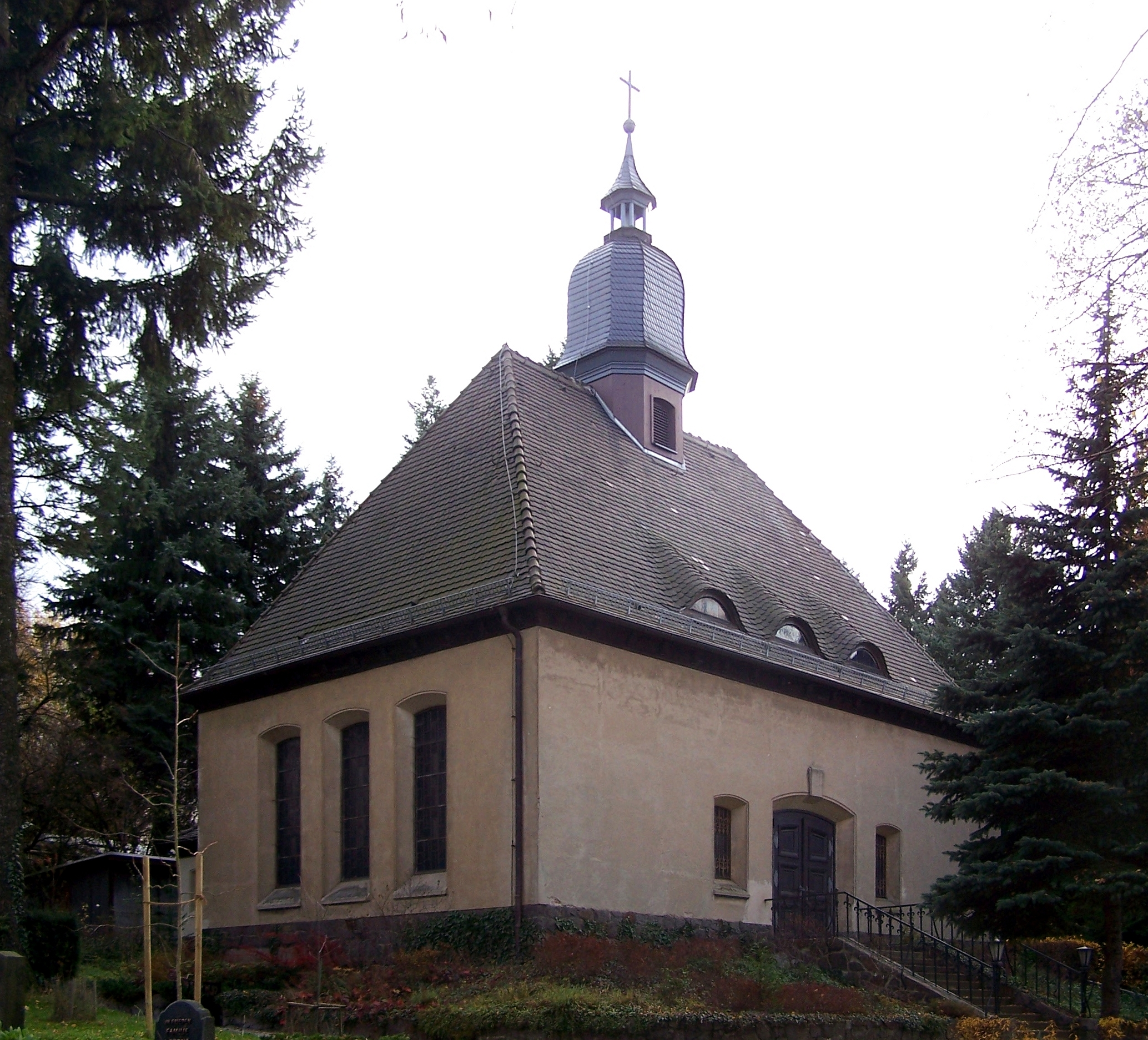
Die schlichte Bühlauer Friedhofskapelle

Die evangelische St.-Michaels-Kirche an der Quohrener Straße wurde Ende des 19. Jahrhunderts für Bühlau und Rochwitz erbaut. Die Gläubigen beider Ortschaften besuchten die Kirchen in Weißig und Schönfeld, bis ab 1890 in der Bühlauer Schule regelmäßige Gottesdienste stattfanden. Der Platzmangel in diesem Provisorium führte zum Beschluss eines eigenen Kirchenbaus. Der erste Spatenstich erfolgte am 21. Juli 1898. Den Entwurf für das neogotische Bauwerk mit seinem 43 Meter hohen Turm lieferte Woldemar Kandler. Am 29. Oktober 1899 wurde es geweiht und 1901 auch das benachbarte Pfarrhaus. Seit 1904 ist die Kirche mit einer im Original erhaltenen Jehmlich-Orgel ausgestattet. Der zunächst Erlöserkirche genannte Bau wurde 1949 in St.-Michaels-Kirche umbenannt und zwischen 1973 und 1980 umfassend erneuert. Er bietet 550 Gläubigen Platz.
Am 1. Januar 1898 wurde der Bühlauer Friedhof eingeweiht und 1934 erweitert. Vier Jahre später wurde die Friedhofskapelle errichtet. Auf dem Friedhof ruhen unter anderem Hermann Rühle, einer der Architekten des nahen Dresdner Fernsehturms, und der Glaskünstler Oskar Fritz Beier, der auch das runde Bleiglas-Fenster der Kapelle gestaltete. Zu den Beerdigungen auf dem zur Kirche gehörenden Friedhof läutet meist eine überaus wohlklingende Sterbeglocke mit einem dunklen Ton, ähnlich der großen Glocke der Blasewitzer Heilig-Geist-Kirche.

### Methodistische Friedenskirche
Ein zweites Gotteshaus ist die evangelisch-methodistische Kirche. Sie befindet sich an der Neubühlauer Straße und wurde am 24. Mai 1896 als Friedenskirche geweiht. In den letzten Tagen des Zweiten Weltkriegs als Volkssturmkaserne genutzt, erfuhr sie 1952 eine Sanierung. Heute dient sie auch als Begegnungszentrum und Gästeherberge.

### Rathaus
Das 1899 errichtete Rathaus an der Bautzner Landstraße war bis zur Eingemeindung Bühlaus nach Dresden Sitz des Gemeinderats sowie des Bürgermeisters. Heute dient es als Ärztehaus. Außerdem hat in den Räumen der ehemaligen Gaststätte Ratskeller seit 1947 eine Zweigstelle der Städtischen Bibliotheken ihren Sitz. Diese Zweigstelle wurde 1956 erste Freihandbibliothek Dresdens, nachdem zuvor nur Magazinbestände vorhanden waren.

### Kurhaus

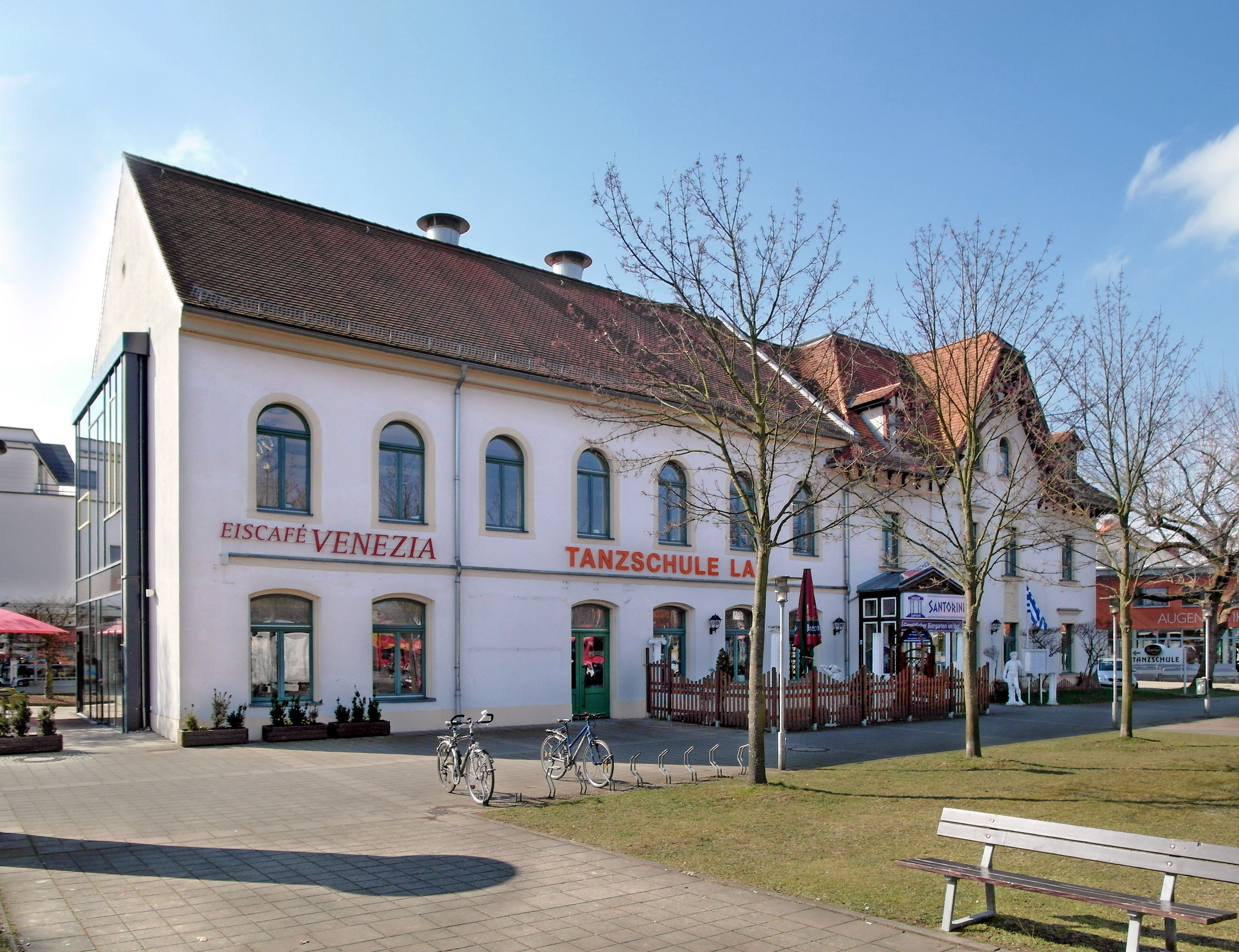
Kurhaus Bühlau 2016

Das am Ullersdorfer Platz gelegene Kurhaus Bühlau entstand aus dem 1608 erstmals erwähnten alten Bühlauer Dorfgasthof und wurde 1899 eröffnet. Bis 1945 war es mit seinem großen Saal der gesellschaftliche Mittelpunkt des nunmehrigen Stadtteils. Es entging 1945 den Luftangriffen auf Dresden und war in der Nachkriegszeit eines der wenigen erhaltenen Veranstaltungsgebäude Dresdens. Unter der Leitung Joseph Keilberths fand am 16. Juli 1945 im Kurhaus das erste Konzert der Sächsischen Staatsoper nach Kriegsende statt. Am 7. April 1946 vereinigten sich in dem Gebäude die sächsischen Landesverbände der KPD unter Wilhelm Koenen und der SPD unter Otto Buchwitz zum sächsischen SED-Landesverband. Im Jahr 1972 ging das Kurhaus an die HO über und wurde zwischen 1979 und 1986 saniert. Die Gaststätte wurde 1991 geschlossen, das Kurhaus stand anschließend jahrelang leer. Ab 1997 erfolgte ein Umbau, heute dient es als Stadtteilzentrum.

### Sanatorium und Freibad

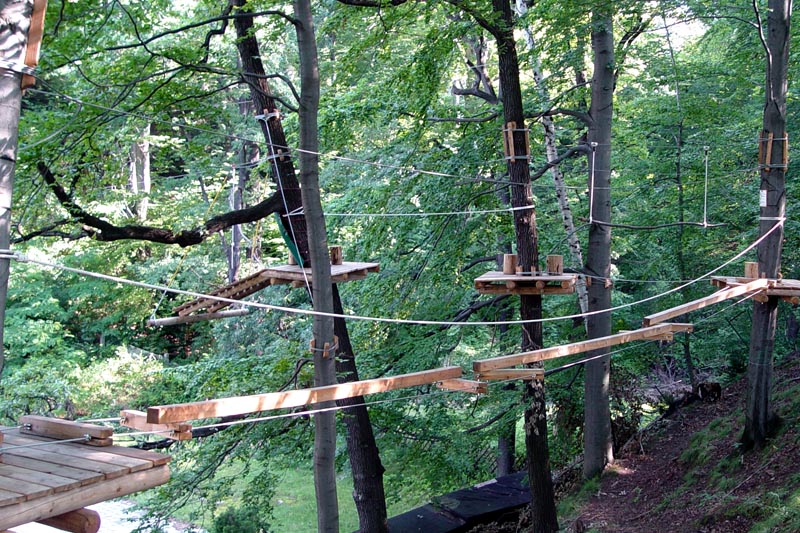
Waldseilpark Dresden auf dem Gelände des ehemaligen Bühlauer Freibads

Das Bühlauer Sanatorium wurde 1904 als „Kaiser-Barbarossa-Bad“ eingeweiht. Am 30. Mai 1908 eröffnete auf dem Gelände ein Freibad. Der Kurbetrieb lief mit kleineren Unterbrechungen bis 1928. Anschließend befand sich darin ein Altersheim für pensionierte Beamte, heute dienen die Gebäude als Seniorenwohnanlage. Das Freibad wurde umgebaut, 1930 wiedereröffnet und 1939 von der Stadt Dresden übernommen. Zwischen 1979 und 1981 erfolgte eine Sanierung, seit 1995 steht die Anlage unter Denkmalschutz. Im Jahr 2006 wurde das Bühlauer Freibad geschlossen. Seit 2007 wird die Fläche als Hochseil-Klettergarten genutzt.

### Schule
Die erste Bühlauer Schule entstand 1806 an der Quohrener Straße. Da immer größere Kapazitäten nötig wurden, erfolgten 1861 und 1889 in unmittelbarer Nähe zwei Ergänzungsbauten. Letzterer blieb nach mehreren Erweiterungen und Umbauten bis 2007 Sitz der 60. Volks-, Ober- beziehungsweise Grundschule. Nach deren Schließung entstand an ihrer Stelle der Neubau des neuen Gymnasiums Dresden-Bühlau.

### Feuerwehr

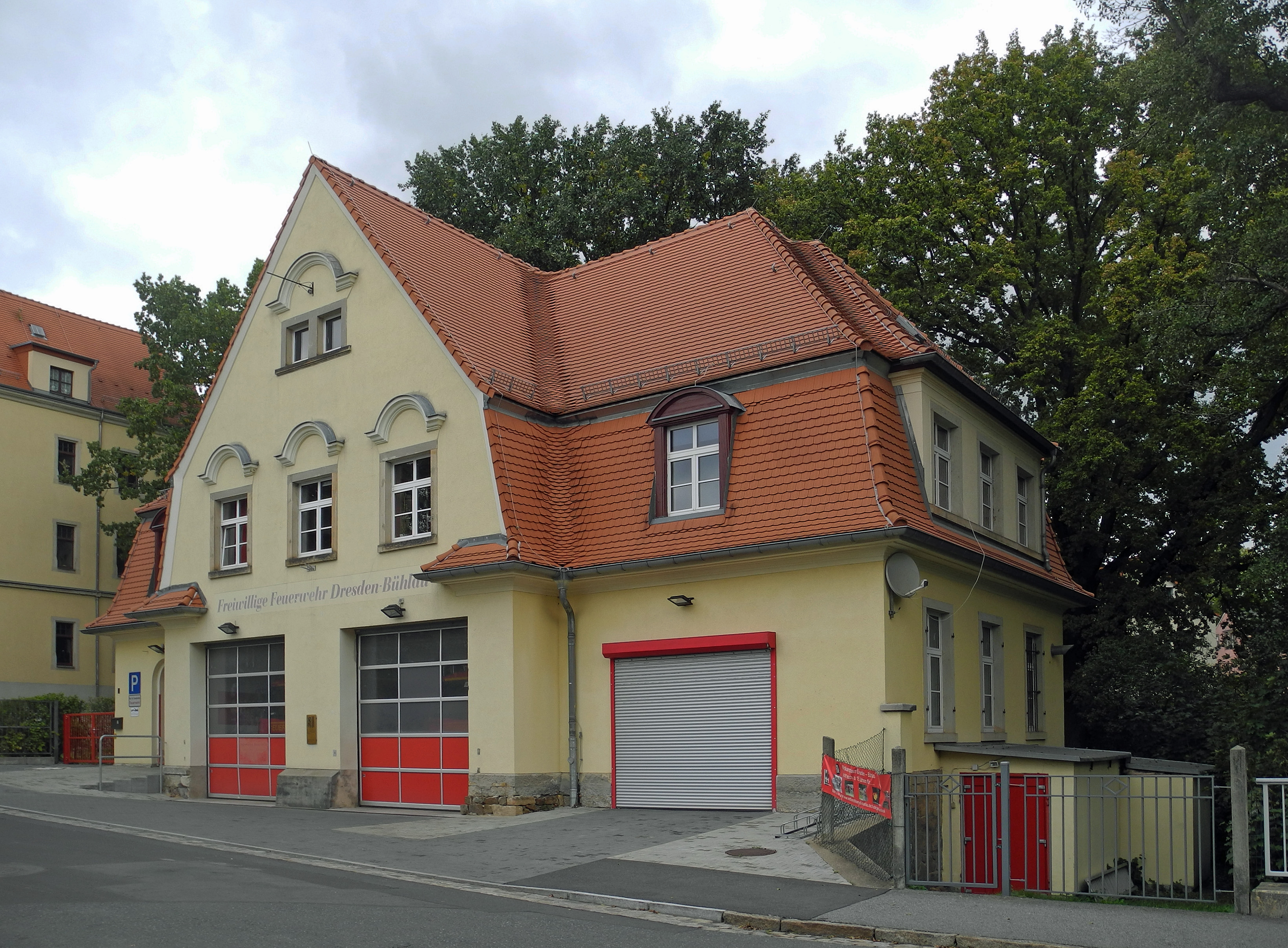
Feuerwehr-Gebäude in Bühlau

Die Freiwillige Feuerwehr Dresden-Bühlau wurde am 27. April 1901 gegründet. Seit 1914 hat sie ihren Sitz in der Neukircher Straße 1. Heute heißt sie Stadtteilfeuerwehr Bühlau und ist eine der 22 Stadtteilfeuerwehren in Dresden. Sie wird seit 2010 von Frank Pfeiffer geleitet.

### Lohmühle
In der Lohmühle, einer der drei früheren Bühlauer Mühlen, wurde zunächst mit der Wasserkraft des Loschwitzbaches die als Gerberlohe benötigte Eichenrinde aus der Dresdner Heide gemahlen. Nachdem das alte Gebäude 1847 abgebrannt war, wurde an der Grundstraße 171 ein Ersatzneubau errichtet, der als Mahl- und Ölmühle sowie Dampfwäscherei diente und bis 1944 als Bäckerei in Betrieb war. Heute wird das Gebäude als Wohnhaus genutzt.

## Geschichte

### Allgemeines

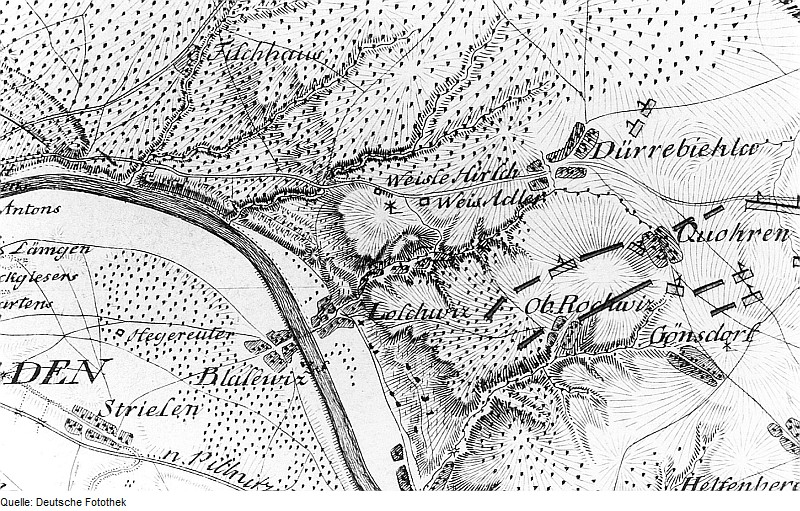
Bühlau („Dürrebiehla“) zur Zeit des Siebenjährigen Krieges, in dessen Verlauf das Oberdorf abbrannte

Bühlau wurde 1349 im Lehnbuch Friedrichs des Strengen als „Bele“ erstmals urkundlich erwähnt. Der Ortsname ist altsorbischen Ursprungs, weist auf eine slawische Gründung hin und bedeutet „heller/weißer Ort“ (vgl. Biehla). Im Jahr 1412 heißt das Dorf „Belen“. Im 16. Jahrhundert sind nacheinander die Formen „Bela“, „Byle“, „Belaw“ und „Pele“ belegt. Als „Biehla“ wird es 1623 genannt, 1627 als „Bihla“. Im Jahr 1791 findet sich schließlich die Bezeichnung „Bühlau“. Die Vielfalt der historischen Ortsnamen schlug sich auch in der Neuzeit nieder – 1875 wird der Ort neben „Bühlau“ unter anderem auch „Biela“ genannt. In dieser Zeit trug der Ortsname den Zusatz „bei Dresden“, um es von dem 20 Kilometer weiter östlich gelegenen gleichnamigen Dorf bei Stolpen zu unterscheiden.
Zur Zeit seiner erstmaligen Erwähnung gehörte Bühlau dem Blasewitzer Grundherrn Nikolaus Karras, später unterstand es den Lehnsherrn des Ritterguts Helfenberg. Zu dem alten Straßendorf entlang der Quohrener Straße, das seither als Oberdorf bezeichnet wurde, kam spätestens im 16. Jahrhundert eine Häuslergemeinde an der Bautzner Landstraße. Sie hieß Neubühlau beziehungsweise Niederdorf. Hier befinden sich auch die ältesten Bühlauer Häuser, die bereits im 17. Jahrhundert errichtet wurden. Weitere Ortsteile waren Adelig-Bühlau an der Grundstraße mit seinen drei im 17. Jahrhundert bezeugten Wassermühlen sowie die Waldarbeitersiedlung Dürr-Bühlau an der Ullersdorfer Landstraße, wo seit 1596 ein berittener Förster saß. Die Dresdner Heide durfte von den Bühlauer Bauern als Hutewald genutzt werden. Im Siebenjährigen Krieg kam es im Raum Bühlau zu Kampfhandlungen, das Oberdorf brannte ab. Am 12. Mai 1813 zerstörte ein Dorfbrand 15 Bühlauer Gehöfte. 

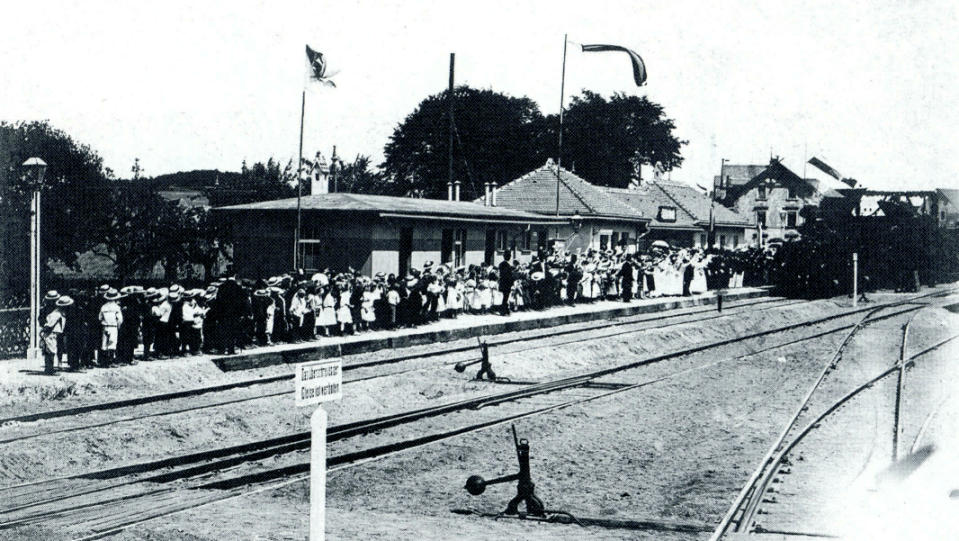
Bahnhof Weißig-Bühlau am 1. Juli 1908, dem Tag der Einweihung der Bahnstrecke Dürrröhrsdorf–Weißig

Im Laufe der Jahrhunderte wuchsen die einzelnen Bühlauer Ortsteile sowie das benachbarte Quohren immer weiter zusammen. Im Jahr 1839 wurden sie zur Landgemeinde „Bühlau mit Quohren“ vereinigt. In Neubühlau entstanden im späten 19. Jahrhundert vorwiegend entlang der Bautzner Landstraße zahlreiche Wohn- und Geschäftshäuser. Im Jahr 1896 erhielt Bühlau einen Anschluss an das Dresdner Straßenbahnnetz; die Strecke wurde 1908 als „Bühlauer Außenbahn“ nach Weißig verlängert und stellte somit den Anschluss an die im gleichen Jahr eröffnete Bahnstrecke Dürrröhrsdorf–Weißig her. Um 1900 erfreute sich Bühlau unter den Einwohnern der nahen Residenzstadt Dresden einer großen Beliebtheit als Sommerfrische. Nachdem die Gemeinde auf Beschluss des sächsischen Innenministeriums vom 8. Juli 1907 in „Bühlau“ umbenannt worden war, erfolgte am 1. April 1921 ihre Eingemeindung nach Dresden. 
Ab den 1920er Jahren setzte sich die Bautätigkeit bis zum Zweiten Weltkrieg fort. In der Zeit der DDR war das unzerstörte Bühlau nicht nur als Wohnstadtteil von Bedeutung, sondern nach wie vor auch für die Landwirtschaft.

### Einwohnerentwicklung
| Jahr | Einwohner                                |
| ---- | ---------------------------------------- |
| 1552 | 16 besessene Mann, 9 Inwohner            |
| 1764 | 19 besessene Mann, 1 Gärtner, 31 Häusler |
| 1834 | 587                                      |
| 1871 | 880                                      |
| 1890 | 1.715                                    |
| 1910 | 3.541                                    |
| 1925 | 4.949                                    |

## Persönlichkeiten
- Der Stellmachermeister und Wohnwagenhersteller Richard Nagetusch wurde 1904 in Bühlau geboren.
- Der Literatur- und Musikkritiker Rudolf Wustmann verbrachte in Bühlau seinen Lebensabend und starb am 18. April 1916 in dem Dorf.
- Der Glasmaler und -schleifer Oskar Fritz Beier erlernte in der väterlichen Glaswerkstatt Beier & Walther, Dresden-Johannstadt, von 1922 bis 1925 das Glaserhandwerk. Er verstarb 1972 und ruht auf dem Bühlauer Friedhof.
- Der Maler, Graphiker und Zeichner Wilhelm Rudolph lebte und arbeitete in den letzten zwei Jahrzehnten seines Lebens in seinem Haus in der Kirschauer Straße in Bühlau. Bis zu seinem Tod 1982 war er dort künstlerisch schaffend tätig und hat auch Motive der Menschen, Tiere, Bäume, Pflanzen und Landschaft von und bei Bühlau gemalt, gezeichnet und in Holz geschnitten.